# 古亭町 (台北市)
古亭町（こていちょう）は、日本統治時代の台湾における台北市の行政区画。この地域における清朝晩期からの村名「古亭」が由来となっている。錦町の南に位置する。現在の中正区の羅斯福路二段、三段、和平東路一段、和平西路、南昌街二段、晋江街、泰順街、同安街、金門街、浦城街、雲河街、龍泉街の一部が古亭町に含まれる。

## 町内の施設
- 台北高等学校
- 了覚寺
- 古亭町市場
- 真言宗醍醐派醍醐教会台北教会所